# Фиески, Никколо
Никколо Фиески (итал. Niccolò Fieschi; 1456, Генуя, Генуэзская республика — 15 июня 1524, Рим, Папская область) — итальянский куриальный кардинал и доктор обоих прав. Епископ Тулона с 12 сентября 1484 по 14 октября 1485. Епископ Фрежюса с 14 октября 1485 по 1486 и с 15 февраля 1495 по 5 ноября 1511. Епископ Агда с 22 октября 1488 по 28 ноября 1504. Апостольский администратор Агда с 28 ноября 1504 по 15 июня 1524. Апостольский администратор Сенеза с 1507 по 1509. Апостольский администратор архиепархии Амбрёна с 12 октября 1510 по 5 июля 1518. Апостольский администратор Тулона с 8 января 1514 по 30 июля 1515. Архиепископ Равенны с 1516 по ноябрь 1517. Апостольский администратор Андрии с января или февраля по ноябрь 1517. Апостольский администратор Умбриатико с 1517 по 20 марта или 12 сентября 1520. Апостольский администратор Тулона с 3 сентября 1518 по 15 июня 1524. Вице-декан Священной Коллегии кардиналов с 18 декабря 1523 по 20 мая 1524. Декан Священной Коллегии кардиналов с 20 мая по 15 июня 1524. Кардинал-дьякон с 31 мая 1503, с титулярной диаконией Санта-Лючия-ин-Септисольо с 12 июня 1503 по 5 октября 1506. Кардинал-священник с титулом церкви Санта-Приска с 5 октября 1506 по 29 октября 1511, in commendam с 29 октября 1511. Кардинал-священник с титулом церкви Санта-XII-Апостоли с 29 октября 1511 по 13 ноября 1517. Кардинал-епископ Альбано с 5 февраля 1518 по 24 июля 1521. Кардинал-епископ Сабины с 24 июля 1521 по 18 декабря 1523. Кардинал-епископ Порто-и-Санта-Руфины с 18 декабря 1523 по 20 мая 1524. Кардинал-епископ Остии с 20 мая по 15 июня 1524.

## Биография
Выходец из богатой генуэзской семьи. В 1485 году избран епископом Фрежюса, с 1488 года — епископом Агде. Есть сведения, что папа Иннокентий VIII хотел сделать Фиески кардиналом, но назначение тогда не состоялось. В 1503 году Александр VI возвёл его в кардинальский сан.
При Юлии II Фиески стал одним из главных лиц в курии. После смерти папы в 1513 году рассматривался как один из вероятных кандидатов на папский престол.
Вскоре после назначения деканом Священной Коллеги кардиналов Фиески скончался. Похоронен в церкви Санта-Мария-дель-Пополо.